# 2019 у Тернопільській області
| Роки в Тернопільській області: ← · 2000 · 2001 · 2002 · 2003 · 2004 · 2005 · 2006 · 2007 · 2008 · 2009 · 2010 · 2011 · 2012 · 2013 · 2014 · 2015 · 2016 · 2017 · 2018 · 2019 · 2020 · 2021 · 2022 · 2023 · 2024 · 2025 Див. також: XIX століття · XX століття |

## Річниці

### Річниці заснування, утворення
- 22 січня — 100 років із часу проголошення Акта Злуки УНР і ЗУНР (1919).
- 15 квітня — 75 років із часу звільнення Тернополя від нацистських загарбників (1944).
- 31 травня — 50 років із дня відкриття Обласного комунального етнографічно-меморіального музею Володимира Гнатюка в с. Велеснів Монастириського району (1969).
- 7 червня — 100 років із часу Чортківської офензиви (1919).
- 15 серпня — 370 років із дня битви та укладення мирного договору під Зборовом (1649).
- 9 вересня — 75 років із часу депортації українців із Польщі (1944—1946).

### Річниці від дня народження
- 1 січня
  - 90 років від дня народження українського графіка, заслуженого художника України Ярослава Омеляна (нар. 1929).
  - 70 років від дня народження українського художника, науковця, педагога Михайла Цибулька (1949—2017).
- 2 січня — 75 років від дня народження українського краєзнавця, історика, заслуженого працівника культури України Яромира Чорпіти (нар. 1944).
- 10 січня — 125 років від дня народження української художниці Ярослави Музики (1894—1973).
- 28 січня — 100 років від дня народження українського драматурга, перекладача, театрального критика Олекси Корнієнка (1919—2003).
- 9 лютого — 100 років від дня народження українського педагога, лексикографа, поета, кандидата філологічних наук Остапа Хоміцького (1919—2006).
- 20 березня — 50 років від дня народження українського медика, літератора, публіциста Ганни Назарків (нар. 1969).
- 21 березня — 70 років від дня народження українського громадсько-політичного діяча, літератора, учасника «Росохацької групи» Володимира Мармуса (нар. 1949).
- 8 червня — 80 років від дня народження українського заслуженого журналіста України Володимира Сушкевича (1939—2011).
- 20 червня — 75 років від дня народження українського краєзнавця, публіциста, громадського діяча, інженера-механіка Богдана Володимировича Газилишина (нар. 1944).
- 19 липня — 70 років від дня народження українського письменника Богдана Бастюка (1949—2014).
- 22 липня — 80 років від дня народження українського краєзнавця, публіциста, культурно-громадського діяча Богдана Кусеня (нар. 1939).
- 26 липня — 100 років від дня народження українського військовика, діяча ОУН і УПА Петра Михайловича Хамчука («Бистрого») (1919—1947).
- 27 липня — 90 років від дня народження українського поета, лауреата Національної премії ім. Тараса Шевченка Івана Гнатюка (1929—2005).
- 18 вересня — 70 років від дня народження українського краєзнавця, журналіста, поетки Тамари Сеніної (1949).
- 24 вересня — 125 років від дня народження українського письменника, поета й композитора, січового стрільця Романа Купчинського (1894—1976).
- 26 вересня — 100 років від дня народження українського актора, народного артиста України, журналіста Олександра Гринька (1919—2013).
- 11 листопада — 60 років від дня народження українського поета-пісняра, журналіста Сергія Антоновича Сірого (1959—2017).
- 9 грудня — 120 років від дня народження українського краєзнавця, письменника, етнографа, педагога Якова Косовського (1899—1975).